# 峰村銀
峰村 銀（みねむら ぎん、1940年9月10日 - ）は、日本の元俳優。ぷろだくしょん森に所属していた。
旧芸名は峰村 吟。

## 出演作品

### テレビドラマ
- 天下御免（1971年 - 1972年、NHK）
- 銭形平次 (大川橋蔵) 第302話「ある絆」（1972年、CX）
- 飛び出せ!青春 第5話「あゝ雀パイに花うけて」（1972年、NTV）
- ブラザー劇場 / 刑事くん（TBS）
  - 第1部 第35話「ちいさな恋」（1972年）
  - 第2部 第13話「白鳥は強くはばたく」（1973年）
  - 第4部 第6話「青春の花です、どうぞ!」（1976年）
- さすらいの狼 第6話「竜に背いた女怪盗」（1972年、NTV）
- 大江戸捜査網（12ch）
  - 第2シリーズ 第10話「恋と喧嘩の七変化」（1972年）
  - 第3シリーズ
    - 第185話「偽情報の罠」（1977年）
    - 第286話「腰抜け侍 怒りの封印刀」（1979年）
- 変身忍者 嵐 第21話「恐怖怪談 吸血鬼! ドラキュラ日本上陸!!」（1972年、MBS） - 奉行所の役人
- 必殺仕掛人 第8話「過去に追われる仕掛人」（1972年、ABC）
- タケダアワー / アイアンキング 第10話「死者へのくちづけ」、第11話「東京は燃えている」（1972年、TBS） - 幻の如月
- 特別機動捜査隊（1973年、NET）
  - 第584話「新鮮な女」 - 矢部
  - 第593話「魔性の女」 - 正之
- プレイガール 第207話「女の肌が殺しを呼んだ」（1973年、12ch） - 中西
- 大河ドラマ（NHK）
  - 国盗り物語 第13話「蝮と虎」（1973年） - 近習
  - 風と雲と虹と（1976年） - 史生
  - 獅子の時代（1980年） - 大久保の暗殺者
- ロボット刑事 第24話「バクライマン 焦熱作戦!!」（1973年、CX）
- 新・荒野の素浪人 第3話「狼の挽歌」（1974年、NET）
- 座頭市物語 第11話「木曽路のつむじ風」（1974年、CX）
- 破れ傘刀舟悪人狩り 第49話「火刑台の魔女」（1975年、NET）
- Gメン'75 第35話「豚箱の中の刑事」（1976年、TBS）
- 伝七捕物帳 第146話「炎に泣いた父子鳥」（1977年、NTV） - 紋次
- 破れ奉行 第7話「復讐! 汐見橋の女」（1977年、ANB）
- 若さま侍捕物帳 第13話「参上!! 赤い影法師」（1978年、ANB） - 広次
- 斬り捨て御免! 第2シリーズ 第17話「女恨みの辻が花」（1981年、12ch→TX）
- 幻之介世直し帖 第11話「はやぶさ助けた鬼同心」（1981年、NTV） - 源造
- 土曜ワイド劇場（ANB）
  - 女弁護士 朝吹里矢子 第9作「相続欠格の秘密 美しい未亡人3年目の疑惑」（1987年）
  - ふたつの町のひとりの女（1993年）
- 火曜サスペンス劇場 / 弁護士・高林鮎子 第5作「かいじ12号小淵沢で消えた不在証明」（1989年、NTV） - 刑事